# Буе (Шарант)
Буе (фр. Bouëx) насеље је и општина у западној Француској у региону Поату-Шарант, у департману Шарант која припада префектури Ангулем.
По подацима из 2011. године у општини је живело 933 становника, а густина насељености је износила 59,65 становника/km². Општина се простире на површини од 15,64 km². Налази се на средњој надморској висини од 185 метара (максималној 191 m, а минималној 71 m).

## Демографија
| 1962. | 1968. | 1975. | 1982. | 1990. | 1999. | 2011. |
| ----- | ----- | ----- | ----- | ----- | ----- | ----- |
| 413   | 441   | 533   | 639   | 747   | 808   | 933   |

График промене броја становника у току последњих година